# 레오폴도 갈티에리
레오폴도 포르투나토 갈티에리 카스테이(스페인어: Leopoldo Fortunato Galtieri Castelli, 1926년 7월 15일 ~ 2003년 1월 12일)는 아르헨티나의 군인 출신 정치인이다. 1981년 대통령이 되었으나, 그 이듬해 포클랜드 전쟁 패배의 책임을 지고 물러났다.
갈티에리는 부에노스아이레스에서 이탈리아 이민자의 아들로 태어났다. 군사학교 졸업 후 오랫동안 군 생활을 했다. 1976년 쿠데타에 참여했고, 군 장군으로 군사정권의 핵심 인물로 떠올랐다. 그는 신자유주의 경제 정책을 적극 받아들여 과도한 외자 유치를 실행했지만, 제대로 된 성과를 거두지 못했다. 또한 군사정권 시절 이루어진 실종사건 등 더러운 전쟁으로 불린 인권탄압에 관계한 것으로 알려져 있다. 1981년 12월 혼란 속에 대통령에 취임했으며, 국내 경제 사정 악화와 군사 정권의 국민의 반대를 외부로 돌리기 위해 1982년 4월, 포클랜드 제도를 침공했다. 그는 포클랜드 제도를 되찾기 위해 전쟁을 일으켰지만 70여일만에 큰 피해를 입고 패했고, 이 패배에 따른 책임을 지고 6월 18일 사임했다. 그 후 민간정부가 들어선 후 그는 전쟁 책임으로 인해 수감됐으나, 카를로스 메넴 대통령의 사면령으로 풀려났다. 2002년 군사 정권 시절의 의문사, 실종 사건 등에 연루되어 체포됐으나, 고령인데다 췌장암을 앓고 있어 가택 연금 조치가 내려졌고, 그 이듬해 초 세상을 떠났다.